# 阎顾行
阎顾行（1908年—1967年），曾用名阎福春、胡全，阜新蒙古族自治县建设乡甄家窝堡村人，中华人民共和国政治人物。

## 生平
1936年，毕业于北平大学，同年加入中国共产党。曾任中共地委书记，区党委秘书长、工委书记，行政公署建设处副处长。1945年11月任热河省政府委员、实业厅厅长，1947年4月，任热河省政府秘书长兼建设厅厅长，1948年12月，任中共热河省委员会委员，热河省政府副主席兼秘书长。1949年10月后，曾任热河省人民政府党组书记，热河省人民政府副主席。
中华人民共和国成立后，1950年4月－1953年1月，担任东北人民政府东北合作事业管委会主任；后任第三届全国人民代表大会代表、第三届全国政协委员，1962年，担任中华全国供销合作总社副书记。后任中华人民共和国商业部副部长、党组副书记。1967年因病在北京逝世，时年59岁。